# Hans-Valentin Hube
Hans-Valentin Hube, född 29 oktober 1890 i Naumburg an der Saale, död 21 april 1944 i Thundorf nära Obersalzberg, i ett flyghaveri. Tysk militär. Han blev generalmajor 1940 och generalöverste 1944. Erhöll Riddarkorset av järnkorset med eklöv, svärd och briljanter 1944.
Hube var befälhavare för 16. pansardivisionen augusti 1940 – september 1942, XIV. pansarkåren september 1942 – augusti 1943 och oktober 1943 – april 1944.

Hube var god vän till Sveriges ÖB under andra världskriget Olof Thörnell som även deltog vid Hubes begravning.